# A52 road
Die A52 road (englisch für Straße A52) ist eine 235 km lange, nur teilweise als Primary route ausgewiesene Straße in England, die von Newcastle-under-Lyme an die Nordsee führt.

## Verlauf
Die Straße beginnt im Westen an einem Kreisverkehr mit der A34 road in Newcastle-under-Lyme und setzt sich nach Querung von Stoke-on-Trent nach Osten fort, kreuzt südlich von Ashbourne die A515 road sowie westlich von Derby (Derbyshire) die A38 road. Bei Durchquerung von Derby verliert sie ihren Charakter als Primary route, nimmt diesen aber östlich von Derby wieder auf. Nach Querung des M1 motorway beim Anschluss junction 25 umgeht sie Nottingham im Süden auf einem weiten bypass und kreuzt dabei die A60 road. Bei Bingham wird die A46 road unterquert, westlich von Grantham die A1 road. Die A52 passiert Grantham und quert dort den River Witham, kreuzt die A15 road sowie bei Swineshead die A17 road und erreicht Boston, wo die A16 road gekreuzt wird. Von dort an folgt die Straße der Nordseeküste in einigem Abstand, erreicht den Badeort Skegness, wo die A158 road auf sie trifft, verliert ihren Charakter als Primary route und setzt sich über Sutton-on-Sea bis Mablethorpe fort, wo sie endet.